# Jesús Franco Manera
|  | Aquest article tracta sobre el cineasta espanyol. Si cerqueu el sacerdot, vegeu «Jesús Franco i Escribano». |

Jesús Franco Manera   (Madrid, 12 de maig de 1930 - Màlaga, 2 d'abril de 2013), també conegut com a Jess Franco, fou un cineasta madrileny, un dels més prolífics de la història del cinema espanyol.
La seva carrera, que inclou prop de 200 pel·lícules, es va caracteritzar per la diversitat de gèneres que va abastar, tot i que se'l coneix especialment per les seves obres en el camp del cinema fantàstic i de terror. No falten però dins la seva filmografia títols del gènere d'aventures, comèdies, eròtic, i fins i tot pornogràfic.
Anomenat popularment Tío Jess pel seu gran seguici d'admiradors, fou el descobridor de la desapareguda actriu andalusa Soledad Miranda, que fou la seva primera gran musa, i a la que convertí en un dels mites eròtics del cinema de terror europeu de començaments dels setanta. Posteriorment, a partir de 1973, la carrera cinematogràfica de Franco es va unir a la de l'actriu catalana Lina Romay, amb la que va compartir des d'aleshores la seva vida tot interpretant la major part dels personatges femenins dels seus films.
L'any 2009 l'Acadèmia Espanyola del Cinema li va concedir el Goya d'Honor al conjunt de la seva obra cinematogràfica.

## Filmografia
- 1957 - El árbol de España
- 1959 - Tenemos 18 años
- 1959 - Las playas vacías
- 1959 - Oro español
- 1960 - Labios rojos
- 1960 - Estampas guipuzcoanas número 2: Pío Baroja
- 1960 - El destierro del Cid
- 1960 - La reina del Tabarín
- 1962 - Vampiresas 1930
- 1962 - La mano de un hombre muerto
- 1962 - Gritos en la noche
- 1963 - Rififí en la ciudad
- 1963 - El llanero
- 1963 - El secreto del Dr. Orloff
- 1964 - La muerte silba un blues
- 1966 - Residencia para espías
- 1966 - Cartas boca arriba
- 1966 - Miss Muerte
- 1966 - Lucky el intrépido
- 1968 - Necronomicon - Geträume Sünden
- 1968 - Fu-Manchú y el beso de la muerte
- 1969 - La ciudad sin nombres
- 1969 - 99 mujeres
- 1969 - El caso de las dos bellezas
- 1969 - Justine: El Marqués de Sade
- 1969 - El castillo de Fu-Manchú
- 1969 - Bésame monstruo
- 1969 - Paroxismus
- 1970 - Sex Charade
- 1970 - Juliette
- 1970 - Eugénie
- 1970 - Les cauchemars naissent la nuit
- 1970 - El proceso de las brujas
- 1970 - El conde Drácula
- 1970 - La isla de la muerte
- 1971 - El diablo que vino de Akasawa
- 1971 - Vampyros Lesbos
- 1971 - Vuelo al infierno
- 1971 - Sie tötete in Ekstase
- 1972 - Un silencio de tumba
- 1972 - La hija de Drácula
- 1972 - La maldición de Frankenstein (Les expériences érotiques de Frankenstein)
- 1972 - Les ebranlées
- 1972 - Los demonios
- 1972 - Jungfrauen-Report
- 1972 - Robinson und seine wilden Sklavinnen
- 1972 - El muerto hace las maletas
- 1972 - Drácula contra Frankenstein
- 1972 - La venganza del doctor Mabuse
- 1973 - Tendre et perverse Emanuelle
- 1973 - Relax Baby
- 1973 - Los ojos siniestros del Doctor Orloff
- 1973 - El misterio del castillo rojo
- 1973 - Maciste contre la reine des Amazones
- 1973 - Les gloutonnes
- 1973 - Les avaleuses
- 1973 - Al otro lado del espejo
- 1973 - Diario íntimo de una ninfómana
- 1973 - Los sueños eróticos de Christina
- 1974 - Vals para un asesino
- 1974 - La comtesse perverse
- 1972 - Los amantes de la isla del diablo
- 1973 - Female Vampire
- 1974 - Plaisir à trois
- 1974 - Un capitán de quince años
- 1974 - Célestine, bonne à tout faire
- 1974 - Les possédées du diable
- 1975 - Shining Sex
- 1975 - La marca del Zorro
- 1975 - Justine
- 1975 - Frauengefängnis
- 1975 - Downtown - Die nackten Puppen der Unterwelt
- 1975 - Des diamants pour l'enfer
- 1975 - Le jouisseur
- 1975 - Les nuits brûlantes de Linda
- 1975 - Les chatouilleuses
- 1976 - Weiße Haut und schwarze Schenkel
- 1976 - Une cage dorée
- 1976 - Aberraciones sexuales de una rubia caliente
- 1976 - Die sklavinnen
- 1976 - Die Marquise von Sade
- 1976 - Midnight Party
- 1976 - Les emmerdeuses
- 1976 - Mädchen im Nachtverkehr
- 1976 - Jack the Ripper
- 1976 - La noche de los asesinos
- 1977 - Frauen ohne Unschuld
- 1977 - Frauen für Zellenblock 9
- 1977 - Greta - Haus ohne Männer
- 1977 - Cartas de amor a una monja portuguesa
- 1977 - Das frauenhaus
- 1977 - Mujeres en el campo de concentración del amor
- 1977 - Las diosas del porno
- 1978 - Elles font tout
- 1978 - Convoi de filles
- 1978 - Cocktail spécial
- 1979 - El sádico de Notre-Dame
- 1979 - Je brûle de partout
- 1979 - Sinfonía erótica
- 1980 - Ópalo de fuego: Mercaderes del sexo
- 1980 - Eugenie (Historia de una perversión)
- 1980 - El caníbal
- 1980 - Sexo caníbal
- 1981 - El sexo esta loco
- 1981 - L'abîme des morts vivants
- 1981 - Colegialas violadas
- 1981 - Sadomania - Hölle der Lust
- 1981 - Las chicas de Copacabana
- 1981 - Aberraciones sexuales de una mujer casada
- 1981 - La isla de las virgenes
- 1981 - Orgía de ninfómanas (Linda)
- 1981 - La chica de las bragas transparentes
- 1982 - El hundimiento de la casa Usher
- 1982 - Las orgías inconfesables de Enmanuelle
- 1982 - Revenge in the House of Usher
- 1982 - Los Blues de la calle Pop
- 1982 - Gemidos de placer
- 1983 - El hotel de los ligues
- 1983 - La Tumba de los muertos vivientes
- 1983 - Botas negras, látigo de cuero
- 1983 - La noche de los sexos abiertos
- 1983 - Macumba sexual
- 1983 - La casa de las mujeres perdidas
- 1983 - Sangre en mis zapatos
- 1983 - Lilian, la virgen pervertida
- 1984 - Una rajita para dos
- 1984 - Historia sexual de O
- 1984 - Mil sexos tiene la noche
- 1984 - Bahía Blanca (película)|Bahía Blanca
- 1985 - Un pito para tres
- 1985 - La mansión de los muertos vivientes
- 1985 - El chupete de Lulú
- 1985 - El mirón y la exibicionista
- 1986 - El ojete de Lulú
- 1986 - Sida, la Peste del Siglo XX
- 1986 - Para las nenas, leche calentita
- 1986 - La chica de los labios rojos
- 1986 - Bragueta historia
- 1986 - Orgasmo perverso (Furia en el trópico)
- 1986 - El ojete de Lulú
- 1986 - El mirón y la exhibicionista
- 1986 - Entre pitos anda el juego
- 1986 - Sola ante el terror
- 1986 - Las chuponas
- 1987 - El lago de las vírgenes
- 1987 - Las chicas del tanga
- 1987 - Falo Crest
- 1987 - Phollastia
- 1988 - Faceless
- 1989 - La Bahía esmeralda
- 1989 - Una canción por Berlín
- 1992 - El abuelo, la condesa y Escarlata la traviesa
- 1992 - Ciudad Baja (Downtown Heat)
- 1992 - Don Quijote de Orson Welles
- 1996 - Killer Barbys
- 1997 - Carne Fresca
- 1998 - Vampire Blues
- 1999 - Dr. Wong’s Virtual Hell
- 1999 - Vampire Blues
- 1999 - Broken Dolls
- 1999 - Red Silk
- 2003 - Killer Barbys contra Drácula
- 2005 - Snakewoman